# Maldiak
Maldiak (en rus: Мальдяк) és un poble (possiólok) de l'óblast de Magadan, a Rússia, que el 2019 tenia 95 habitants. Pertany al districte rural de Sussuman.